# Aeropuerto Internacional Mariscal Sucre
Aeropuerto Internacional Mariscal Sucre is de nieuwe internationale luchthaven van Quito, Ecuador. De luchthaven is sinds 19 februari 2013 de opvolger van de voormalige, gelijknamige luchthaven Antiguo Aeropuerto Internacional Mariscal Sucre.